# ياكوب كرويزر
ياكوب كرويزر (بالألمانية: Jakob Kreuzer)‏ (15 يناير 1995 بالنمسا - ) هو لاعب كرة قدم نمساوي في مركز الهجوم. شارك مع منتخب النمسا تحت 20 سنة لكرة القدم. أما مع النوادي، فقد لعب مع نادي رييد.

## روابط خارجية
- ياكوب كرويزر على موقع قاعدة بيانات كرة القدم.إي يو (الإنجليزية)
- ياكوب كرويزر على موقع بيانات كرة القدم. دي إي (الألمانية)
- ياكوب كرويزر على موقع Soccerway.com (الإنجليزية)
- ياكوب كرويزر على موقع عالم كرة القدم.نت (الإنجليزية)